# Koyunalan, Ergani
Koyunalan là một xã thuộc huyện Ergani, tỉnh Diyarbakır, Thổ Nhĩ Kỳ. Dân số thời điểm năm 2008 là 412 người.